# Comuna Meciîșciv, Berejanî
Meciîșciv (în ucraineană Мечищів) este o comună în raionul Berejanî, regiunea Ternopil, Ucraina, formată din satele Cervone, Kutî, Meciîșciv (reședința) și Nadorojniv.

## Demografie
Componența lingvistică a comunei Meciîșciv
     Ucraineană (99,57%)
     Alte limbi (0,43%)
Conform recensământului din 2001, majoritatea populației comunei Meciîșciv era vorbitoare de ucraineană (99,57%), existând în minoritate și vorbitori de alte limbi.